# سایوز تی‌ام-۱۲
سایوز-تی‌ام-۱۲ (به روسی: Союз )(به معنای اتحاد) یکی از مأموریت های اینترکسموس و دوازدهمین مأموریت سرنشین دار سازمان فضایی شوروی به سمت ایستگاه فضایی میر محسوب می شود. در طول این ماموریت ۲ فضاپیمای پشتیبانی پروگرس به ایستگاه متصل شد. همچنین این ماموریت حامل نخستین فضانورد بریتانیایی به فضا نیز بود.

## خدمه مأموریت
| شماره | نام                | ملیت               | تعداد پرواز | نقش عملیاتی | تصویر |
| ۱     | آناتولی آرتسبارسکی | اتحاد جماهیر شوروی | ۱           | فرمانده     |       |
| ۲     | سرگئی کریکالف      | اتحاد جماهیر شوروی | ۲           | مهندس پرواز |       |
| ۳     | هلن شارمن          | بریتانیا           | ۱           | محقق فضایی  |       |